# Zein bint al-Hussein
La princesse Zein bint al-Hussein est la sœur du roi Abdallah II de Jordanie et la jumelle de la princesse Aisha bint al-Hussein. Elle est née le 23 avril 1968 à Amman en Jordanie, et est la fille du roi Hussein de Jordanie et de la reine Muna Al-Hussein .

## Biographie
Elle fait sa scolarité à l'école Westover (en) de Middlebury dans le Connecticut aux États-Unis d'où elle est diplômée en 1986. Elle épouse Majdi Farid Al-Saleh, le 3 août 1989. Ils ont deux enfants : Jaafar Al-Saleh, né le 9 novembre 1990 et Jumana Al-Saleh et adoptent une fille Tahani Al-Shahwa.

## Source de la traduction
- (en) Cet article est partiellement ou en totalité issu de l’article de Wikipédia en anglais intitulé « Princess Zein bint Hussein » (voir la liste des auteurs).